# Erdgeist
Erdgeist er en tysk stumfilm fra 1923 af Leopold Jessner.

## Medvirkende
- Asta Nielsen som Lulu
- Albert Bassermann som Dr. Schoen
- Carl Ebert som Schwarz
- Gustav Rickelt som Dr. Goll
- Rudolf Forster som Alwa Schoen
- Alexander Granach som Schigolch